# Ima Hogg

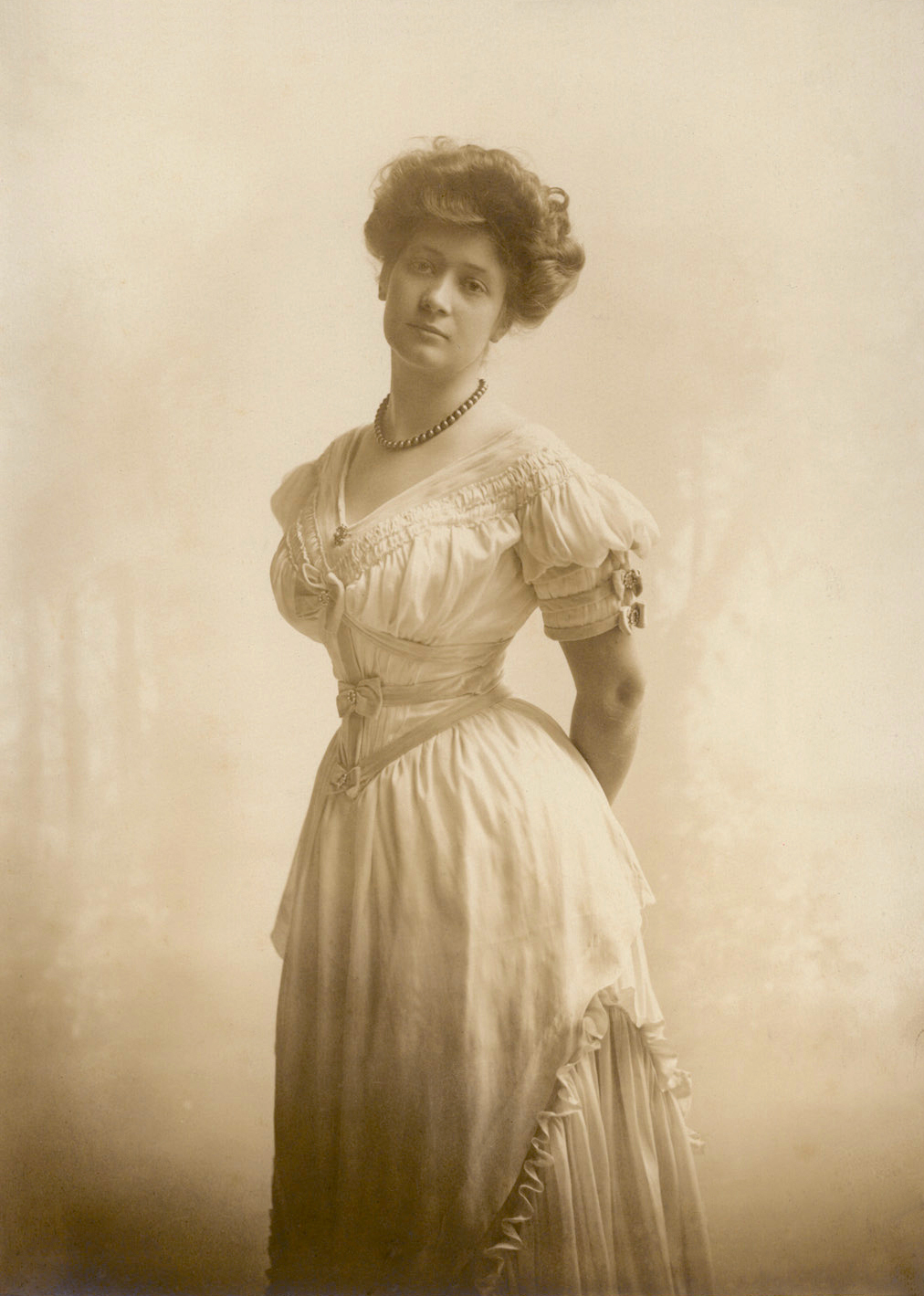
Ima Hogg um 1900

Ima Hogg (* 10. Juli 1882 in Mineola (Texas); † 19. August 1975 in London), bekannt als die „First Lady of Texas“, war eine amerikanische Philanthropin, Patronin und Kunstsammlerin und gilt als eine der angesehensten texanischen Frauen des 20. Jahrhunderts. Als leidenschaftliche Kunstsammlerin besaß sie unter anderem Werke von Picasso, Klee und Matisse. Hogg spendete hunderte Kunstobjekte an das Museum of Fine Arts in Houston und war Mitglied des Komitees zur Planung des John F. Kennedy Center for the Performing Arts in Washington, D.C. Als begeisterte Sammlerin früher amerikanischer Antiquitäten gehörte sie einem Ausschuss an, der vom Weißen Haus mit dem Auffinden historischer Möbelstücke beauftragt wurde. Sie restaurierte und sanierte mehrere Eigentümer inklusive der Varner–Hogg Plantation State Historical Site und den Bayou Bend Collection and Gardens, welche sie später an künstlerische und historische Institutionen in Texas spendete. Unter den zahlreichen Auszeichnungen und Ehren, die Hogg erhielt, war auch der Ehrendoktortitel in Kunst von der Southwestern University in Georgetown (Texas).
Ima Hogg wurde als Tochter von Sarah Ann „Sallie“ Stinson und James Stephen „Big Jim“ Hogg, späterer Gouverneur des Staates, geboren. Ihr Vorname stammt aus dem Epos The Fate of Marvin, das ihr Onkel Thomas Hogg geschrieben hatte. Sie bemühte sich, ihren ungewöhnlichen Namen zu verschleiern, indem sie ihn undeutlich schrieb und als „I. Hogg“ oder „Miss Hogg“ drucken ließ. Entgegen der Gerüchte um eine Schwester namens „Ura Hogg“ hatte sie nur zwei Brüder. 1895 gab Hoggs Vater sein öffentliches Amt auf und kurz darauf wurde bei ihrer Mutter Tuberkulose diagnostiziert. Als diese später im Jahr starb, zog ihre verwitwete Tante nach Austin, um für die Kinder zu sorgen. Zwischen 1899 und 1901 besuchte Ima Hogg die University of Texas at Austin, danach zog sie nach New York City und studierte zwei Jahre lang Klavierspiel und Musiktheorie. Nach dem Tod ihres Vaters 1906 reiste sie nach Europa und verbrachte zwei Jahre damit, in Wien unter Xaver Scharwenka Musik zu studieren. Als sie zurück nach Texas kam, leitete sie das, von ihr selbst eingerichtete, Houston Symphony Orchestra und war Präsidentin der Symphony Society.
Durch den Fund von Öl auf der Plantage ihrer Familie wurde Hogg reich und sie ließ dieses Einkommen
der texanischen Bevölkerung zu Nutze kommen. 1929 gründete sie den Houston Child Guidance Center, wo Therapien für verhaltensgestörte Kinder und deren Familien angeboten wurden. Aufgrund einer Bemerkung im Testament ihres Bruders richtete sie 1940 an der University of Texas at Austin die Hogg Foundation for Mental Health ein. Hogg kandidierte im Jahr 1943 erfolgreich für einen Sitz im Houston School Board, wo sie sich bemühte, Geschlecht und Hautfarbe als ausschlaggebende Kriterien für den Lohn abzuschaffen und Kunstunterricht für schwarze Schüler einzuführen. Ima Hogg hat nie geheiratet und starb 1975. Die Ima Hogg-Stiftung war die Hauptbegünstigte ihres Testaments und führt heute ihre philanthropische Arbeit fort. Etliche jährliche Preisverleihungen wurden in ihrem Namen eingeführt, die ihre Bemühungen um das kulturelle Erbe in Texas würdigen.

## Name

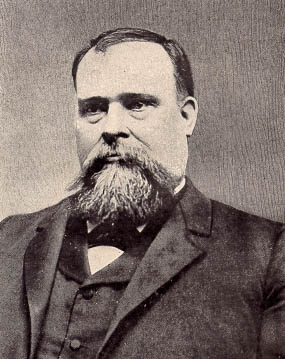
Ima Hoggs Vater, James Stephen „Jim“ Hogg (1851–1906), Gouverneur von Texas

Der Name Ima Hogg hat im Englischen dieselbe Aussprache wie der Satz „I’m a hog“ („Ich bin ein Schwein“). Dies hat dazu geführt, dass Ima Hoggs Name von Legenden umrankt wurde.
Nach der Geburt seiner einzigen Tochter schrieb Jim Hogg seinem Bruder, “Our cup of joy is now overflowing! We have a daughter of as fine proportions and of as angelic mien as ever gracious nature favor a man with, and her name is Ima!” (deutsch: „Der Becher unserer Freude fließt jetzt über. Wir haben eine Tochter mit solch feinen Proportionen und einer so engelsgleichen Miene, wie sie die gnädige Natur einem Mann nur schenken kann, und ihr Name ist Ima!“) Obwohl für diese Zeit unüblich, hatte Ima keinen zweiten Vornamen. Ihr Vorname stammte von dem Epos ihres Onkels Thomas The Fate of Marvin, welcher zwei junge Frauen namens Ima und Leila im Unabhängigkeitskrieg beschreibt. Laut Virginia Bernhards Biografie von Ima Hogg „glauben manche, James Hogg habe seine einzige Tochter Ima genannt, um die Aufmerksamkeit texanischer Wähler zu gewinnen“, da er im selben Jahr im siebten Bezirk von Texas als Staatsanwalt kandidierte und die Wahl gewann.
Ima Hogg erzählte später, dass „mein Großvater Stinson fünfzehn Meilen von Mineola wohnte und Neuigkeiten sich langsam verbreiteten. Als er vom Namen seiner Enkelin hörte, kam er – so schnell er konnte – in die Stadt, um zu protestieren, aber es war zu spät. Die Taufe hatte schon stattgefunden und ich musste weiterhin Ima heißen.“ Während ihrer Kindheit kam ihr älterer Bruder William oft mit einer blutigen Nase von der Schule; er hatte versucht, wie sie später sagte, „meinen guten Namen“ zu verteidigen. Als Erwachsene schrieb Hogg ihren Namen meist so undeutlich, dass ihr Vorname unleserlich war. Auf ihrem Briefpapier war nur „Miss Hogg“ oder „I. Hogg“ gedruckt. Erst wenige Monate vor ihrem Tod begann sie, sich selbst einen Spitznamen zu geben; sie nannte sich dann „Imogene“.
Entgegen dem verbreiteten Glauben hatte Ima keine Schwester namens Ura (ausgesprochen wie „You’re a hog“: „Du bist ein Schwein“). Die Zeitung The Kansas City Star erfand sogar eine weitere Schwester, Hossa.
In den frühen 1930er Jahren arbeitete Hogg an einer Sammlung der Papiere und Reden ihres Vaters, zusammen mit dessen Biografen, dem Historiker Robert C. Cotner. Sie beschützte oft seinen Platz in der Geschichte, indem sie Artikel über ihn klarstellte oder widerlegte. Laut Bernhard „war sie allein wegen der Tatsache, dass Ima mit einem Namen belastet war, welcher das ganze Leben lang erklärt werden musste, bemüht, ihren Vater vor bösen Zungen zu verteidigen. Dadurch verteidigte sie sich auch selbst, und das mit ansehenlichem Geschick und zuverlässiger Höflichkeit.“

## Frühe Jahre
Ima Hogg wurde 1882 als Tochter von Jim Hogg und Sarah Ann Stinson in Mineola (Texas) geboren. Sie war das zweite von vier Kindern, die anderen drei waren William Clifford Hogg (1875–1930), Michael Hogg (1885–1941) und Thomas Elisha Hogg (1887–1949). Die Familie Hogg war schon lange in öffentlichen Ämtern aktiv. Ihr Urgroßvater, Thomas Hogg, diente in der Legislative von Georgia, Alabama und Mississippi. Ihr Großvater, Joseph Lewis Hogg, saß im Kongress der Republik Texas und war dort an dem Entwurf der texanischen Verfassung beteiligt. Zu dem Zeitpunkt ihrer Geburt war Hoggs Vater der Staatsanwalt des siebten Gerichtsbezirks von Texas. Als seine Amtszeit 1884 endete, zog die Familie nach Tyler, wo er als Anwalt arbeitete. Zwei Jahre später wurde Jim Hogg zum Attorney General von Texas gewählt, worauf hin die Familie in die Hauptstadt Austin zog. Dort begann Ima den Kindergarten zu besuchen. Als Jim Hogg weitere vier Jahre später zum ersten einheimischen Gouverneur von Texas gewählt wurde, begleitete Ima ihre Mutter und älteren Brüder zur Vereidigungszeremonie und zum Eröffnungsball im Januar 1891, somit erlebte sie die erste Amtseinführung im neu errichteten texanischen Kapitol. Die Familie zog in das Texas Governor’s Mansion, welches 1855 gebaut worden war und mit rissigen Wänden und verfallenen Einrichtungsgegenständen einen schlechten Zustand aufwies. Von Ima und ihren Geschwistern wurde erwartet, bei der Renovierung zu helfen und das Gebäude in einen bewohnbaren Zustand zu bringen – von ihr wurde unter anderem verlangt, Kaugummis von Möbeln und Türrahmen zu entfernen.

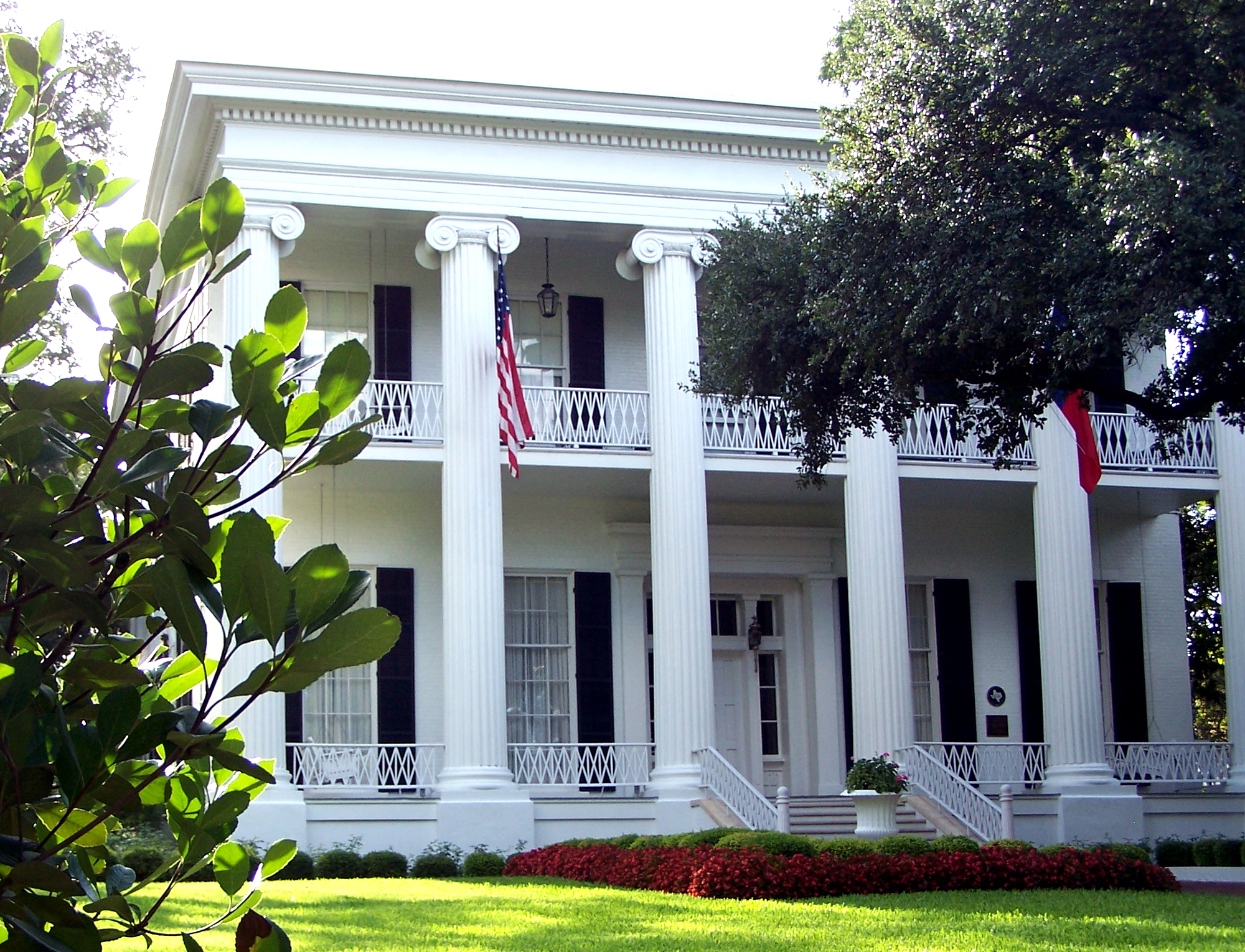
Während Jim Hoggs Amtszeit als 20. Gouverneur von Texas lebte die Familie Hogg in der Texas Governor’s Mansion in Austin

Hogg und ihre jüngeren Brüder waren ungestüm. Sie erinnerte sich, dass es ihr ein besonderes Vergnügen bereitete, die Treppengeländer der Governor’s Mansion hinunterzurutschen. Ihre Mutter versuchte ihr damenhafte Tätigkeiten wie Handarbeit beizubringen, aber Hogg gab zu, dass sie „nie genug Geduld dafür hatte“. Auch ermutigte ihre Mutter sie dazu, Deutsch zu lernen. Hogg und ihre Geschwister wurden oft ins Millet-Opernhaus nach Austin mitgenommen, um sich Vorführungen anzusehen. Außerdem mochten die Kinder Tiere und die Familie besaß im Laufe der Jahre eine große Anzahl verschiedener Tierarten.
Imas Mutter kam nach der Geburt von Thomas nie wieder zu Kräften und war für den Rest ihres Lebens Halbinvalide. In den Jahren in Austin begleitete Ima sie zu mehreren Kurbädern. 1895 wurde bei Sarah Tuberkulose diagnostiziert und sie zog, auf den Rat ihres Arztes, mit Ima zusammen nach Colorado, wo sie bei Jim Hoggs älterer Schwester Martha Francis Davis lebten. Am 25. September 1895 starb sie in Colorado.
Martha Davis begleitete die Familie nach Austin und verbrachte mehrere Monate damit, sich um Ima und ihre Brüder zu kümmern. Davis, die ihren Ehemann durch Tuberkulose verloren hatte und deren Sohn ebenfalls gegen die Krankheit ankämpfte, glaubte, Ima müsste die Krankheit von ihrer Mutter bekommen haben. Sie wies Ima an, niemals zu heiraten, um die Krankheit nicht weiterzugeben. Ende 1895 wurden die Kinder in ein Internat in San Marcos eingeschrieben, kehrten jedoch im folgenden Jahr nach Austin zurück und lebten bei ihrem Vater. Obwohl die Familie eine Haushälterin beschäftigte, wurde Ima als Hausherrin angesehen und überwachte den Hausputz ebenso wie die Erziehung ihrer jüngeren Brüder. Im Jahr 1898 begleitete Hogg ihren Vater nach Hawaii, wo sie die hawaiische Königin Liliʻuokalani trafen und die Zeremonie zur Übergabe Hawaiis an die Vereinigten Staaten ansahen. Es war geplant, dass die beiden zurück nach Seattle segeln, aber Hogg weigerte sich, an Bord zu gehen, da sie „ein entsetzliches Gefühl hatte“. Ihr Vater gab nach und sie segelten stattdessen nach Kalifornien, wo sie erfuhren, dass das ursprüngliche Schiff auf See verschwunden war und es keine Überlebenden gab.

## Ausbildung und musikalisches Interesse
Musik war im Haus der Hoggs immer präsent und Ima begann im Alter von drei Jahren, Klavier spielen zu lernen. Obwohl ihre jüngeren Brüder eine öffentliche Schule besuchten, wurde Ima an einer Privatschule eingeschrieben und erhielt privaten Musikunterricht. 1899 wurde sie an der University of Texas at Austin (UT) aufgenommen, wo ihre Lieblingsfächer Deutsch, Altenglisch und Psychologie waren. Später bemerkte sie, dass „kein Studienanfänger unreifer, unvorbereiteter und ängstlicher war als ich.“ Sie trat der Frauenvereinigung namens Valentine Club bei und half mit, die erste Studentinnenschaft auf dem Campus einzuführen. Nach zwei Jahren an der Universität zog sie nach New York City, um Klavier und Musiktheorie am National Conservatory of Music of America zu studieren.

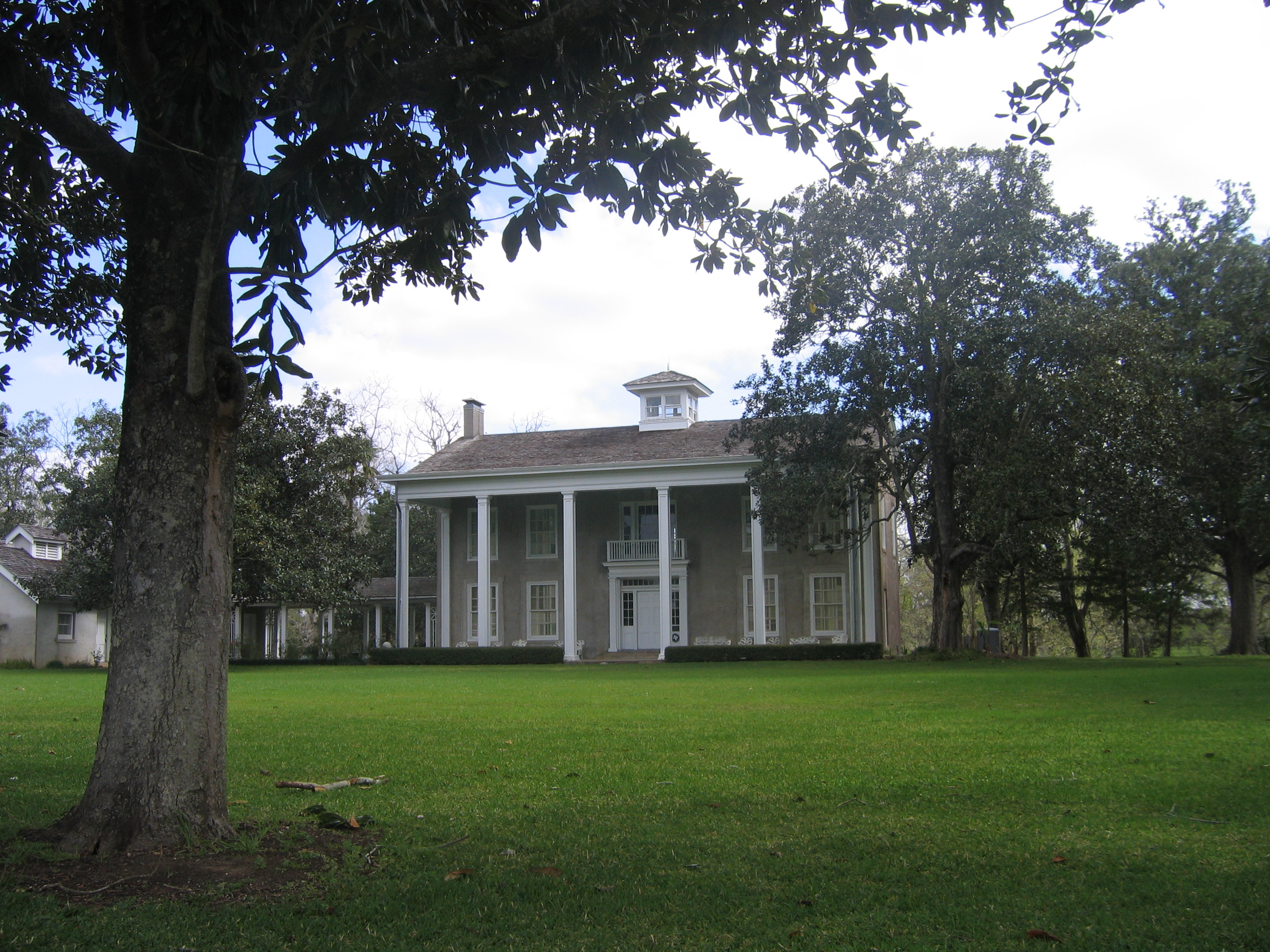
Unter Ima Hoggs Aufsicht wurde ein neuer Vordereingang für ihr Haus auf der Varner-Plantage gebaut

Kurz vor der Jahrhundertwende begann Hoggs Vater, in Öl zu investieren. Im Jahr 1901 kaufte er 4100 Acre (17 km²) Land nahe West Columbia, Texas, welches Teil der Varner-Plantage war. Nach zwei Jahren Studium in New York kam Ima nach Texas zurück und verbrachte ihre Zeit sowohl auf der Plantage als auch in Houston, wo ihr Vater eine Anwaltskanzlei betrieb.
Am 26. Januar 1905 wurde Jim Hogg bei einem Zugunglück verletzt. Im nächsten Jahr pflegte Ima ihn und war sehr um die Verbesserung seines Gesundheitszustand bemüht, aber am 3. März 1906 fand sie ihren Vater tot in seinem Bett. Ima war am Boden zerstört; um ihre Trauer zu bezwingen, nahm ihr Bruder William sie mit nach New York City. Während ihres dortigen Aufenthalts versenkte  sie sich in Konzerten und Museen.
Ein Urlaub in Deutschland 1907 gefiel ihr so gut, dass sie sich entschloss, in Europa zu bleiben, um ihr Klavierstudium fortzusetzen. Die nächsten zwei Jahre studierte sie in Berlin bei Martin Krause und in Wien bei Franz Xaver Scharwenka, dem Hofpianisten von Franz Joseph I., Musik. Nach ihrer Rückkehr aus Europa ließ sie sich mit ihrem Bruder William in Houston nieder. Obwohl die Stadt mehr als 100.000 Einwohner hatte, gab es dort weder Museen noch Parks und keine professionellen Theater-, Musik- oder Ballettgruppen. Hogg beschloss, Musik zu unterrichten und übte die nächsten neun Jahre diesen Beruf aus. Einer ihrer ersten Schüler war Jacques Abram, der später Konzertpianist wurde. Um 1913 wurde Hogg Präsidentin der Girls’ Musical Society und saß im Unterhaltungskomitee der Frauenvereinigung des Colleges, welche eine kleine Theatergruppe namens Green Mask Players organisierte. Im selben Jahr organisierte sie auch das Houston Symphony Orchestra. Hogg diente bei der ersten Versammlung des Aufsichtsrates als Vizepräsidentin der Symphony Society und trat 1917 die erste ihrer zwölf Amtszeiten als Präsidentin an.

## Philanthropin und Gemeindeleiterin
Hogg wurde von Leuten, die sie kannten, liebevoll „Miss Ima“ genannt und wurde weitgehend als die „First Lady of Texas“ angesehen. Als John Connally Gouverneur von Texas war, gab seine Frau Nellie zu, „Normalerweise wird die Frau des Gouverneurs die First Lady des Staates genannt, aber Ima war schon immer die First Lady von Texas und wird dies immer sein.“ 1957 brachte die New York Times prominente Texaner in einer Serie über die High Society, in der sie schrieb: “Aber eine soziale Figur, die quer durch den Staat und sogar über seine Grenzen hinweg gefeiert wird, ist Miss Ima Hogg. Sie ist jetzt ungefähr 80, aber immer noch ein Leuchtfeuer in Houstons Gemeinde.”
Nach dem Tod ihres Vaters im Jahr 1906 versuchten Hogg und ihre Brüder die Varner-Plantage zu verkaufen, aber eine Klausel in seinem Testament legte fest, dass das Land fünfzehn Jahre behalten werden musste. Am 15. Januar 1918 wurde auf der Varner-Plantege Öl gefunden. Die Einnahmen dafür beliefen sich im darauffolgenden Jahr auf 255.000 $ monatlich, die unter den vier Geschwistern aufgeteilt wurden. Laut Hoggs Biografin Gwendolyn Cone Neely waren die Hoggs nicht der Meinung, dass das Geld rechtmäßig ihnen gehörte, da es vom Land und nicht von harter Arbeit kam, so dass sie sich entschlossen, es für das Wohl von Texas zu nutzen.
Im Jahr 1929 gründete Hogg das Houston Child Guidance Center, um Therapien für verhaltensgestörte Kinder und deren Familien zu fördern. Sie war überzeugt, dass durch die Behandlung von emotionalen und seelischen Problemen bei Kindern ernstere Krankheiten im Erwachsenenalter verhindert werden können. Ihr Interesse an psychiatrischer Versorgung kam von ihrem Vater, der sich ausführlich über das Thema der seelischen Gesundheit informiert hatte. Während seiner Amtszeiten als Gouverneur begleitete Ima ihn oft bei seinen Besuchen in öffentlichen Einrichtungen, darunter auch in Stiftungskrankenhäuser und Heime für psychisch Kranke. Sie bildete sich während ihres Studiums an der University of Texas auf diesem Gebiet weiter, indem sie mehrere Kurse in Psychologie belegte. Ima war überzeugt, dass ihr jüngster Bruder Tom von einer ähnlichen Behandlung profitiert haben würde, da er sich nach dem Tod ihrer Mutter schlecht verhalten hatte und als Erwachsener „unruhig, impulsiv und erschreckend nachlässig mit Geld“ war. Diese heute als Stand der Wissenschaft etablierte Vorstellung war im Jahr 1929 jedoch noch revolutionär. 1972 stellte sie gegenüber dem Houston Chronicle fest, dass von all dem, was sie bisher gemacht habe, ihr die Gründung des Houston Child Guidance Center am meisten Freude gemacht habe.
Hogg hatte zuvor an psychischen Problemen gelitten. Vermutlich auf Grund schwerer Depressionen fühlte sie sich gegen Ende des Jahres 1918 krank. Sie konsultierte Francis Xavier Dercum, einen Spezialisten für die Behandlung nervlicher und seelischer Krankheiten, der sie die nächsten drei Jahre behandelte. Sie war mehr als ein Jahr stationär im Krankenhaus und brauchte weitere drei Jahre, um sich zu erholen, hauptsächlich in Philadelphia. Im Sommer 1923 war Hogg vollständig genesen. Weil sie jedoch nach der Krankheit angeblich zu schwach war, gab sie ihren Traum, Konzertpianistin zu werden, für immer auf.
Ima fuhr im Jahr 1930 mit ihrem älteren Bruder William in den Urlaub nach Deutschland. Während der Reise erkrankte er an der Gallenblase und starb nach einer Notoperation am 12. September 1930. Ima ließ seine Leiche zurück in die Vereinigten Staaten überführen. Durch sein Testament hinterließ er der University of Texas 2,5 Millionen Dollar mit dem Wunsch, das Geld zusammen mit den Spenden seiner Schwester zum „weitreichenden Nutzen für die texanische Bevölkerung“ zu verwenden. Erbauseinandersetzungen verzögerten die Auszahlung der Erbanteile, 1939 erhielt die Universität 1,8 Millionen Dollar. Nach einer Auseinandersetzung mit ihrem zum Testamentsvollstrecker bestellten Bruder Michael benutzte Ima 1940 das Geld zur Gründung der Hogg Foundation for Mental Health an der University of Texas at Austin.
Der San Antonio Express berichtete 1939, dass die Mittel, die der Hogg Foundation for Mental Health bereitgestellt wurden, für die Einführung psychiatrischer Kliniken, Beschaffung von Lehrbüchern und Lehrgängen für Lehrer in Texas sowie für die Unterstützung psychiatrischer Forschung verwendet werden sollen. Als die Vereinigten Staaten in den Zweiten Weltkrieg eintraten, untersuchte die Stiftung Methoden, um psychisch ungeeignete Kandidaten vor dem Einzug in das Militär zu bewahren und bot Beratung für im Krieg traumatisierte Soldaten an. Nach dem Krieg erweiterte die Stiftung ihre Arbeit auf Bildung und Philanthropie, indem sie psychologische Versorgung für Arme und alte Menschen anbot. Sie vergab jährlich fünf Stipendien über 5000 US-Dollar an Personen, die den Master of Social Work anstrebten.
1943 kandidierte Hogg für den Sitz einer zweiten weiblichen Repräsentantin im Houston School Board. Sie gewann mit 4,350 Stimmen über 1000 mehr als der Zweitplatzierte. Während ihrer dortigen Amtszeit bemühte sie sich, Geschlecht und Hautfarbe als Kriterien für Stipendien abzuschaffen. Sie trat für ein Privatlehrer-Programm für Kinder mit emotionalen Problemen und für Kunstunterricht für schwarze Schüler ein. Hogg lehnte die Kandidatur für eine zweite Amtszeit ab.

### Möbel- und Kunstsammlerin
Hogg und ihre Brüder waren passionierte Kunstsammler. Sie besaßen eine große Sammlung, darunter indianische Kunst und Werke von Picasso, Chagall, Matisse und Modigliani. Ihr Interesse an Kunst begann während ihrer Genesungszeit in Philadelphia. Ihr erster Kauf war im Jahr 1922 ein spanischer Sessel. Zu dieser Zeit war Hogg eine der wenigen, die amerikanische Antiquitäten als wertvoll erachteten, die meisten Sammler konzentrierten sich auf Möbel, die in Europa gebaut waren. Hogg blieb eine der wenigen Sammlerinnen, die nicht an der Ostküste wohnten. Als ihre Sammlung größer wurde, bekam sie oft Anfragen, Stücke für Ausstellungen in Neu England zu verleihen. Hogg lehnte immer mit den Worten ab “they've got plenty of these things up there”.

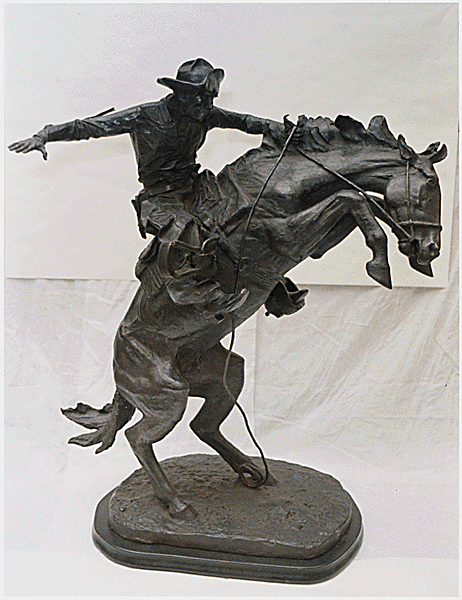
Ima Hogg spendete Werke, die sie von ihren Brüdern erbte, an das Museum of Fine Arts, Houston, darunter eine limitierte Auflage von dem Pferdezureiter (Bronco Buster) von Frederic Remington

In den 1920er Jahren begannen Hoggs Brüder, in den Vororten von Houston eine elitäre Wohngegend aufzubauen, die sie River Oaks nannten. Sie wählten das größte Grundstück mit 5,9 Hektar für ihr eigenes Haus. Ima arbeitete eng mit dem Architekten John Staub zusammen, um ein Haus zu entwerfen, das die Kunstwerke, die die Familie gekauft hatte, zur Geltung bringen würde. William und Ima zogen 1928 in das Haus, das sie Bayou Bend getauft hatten, ein. Als sie 1939 ihr Anwesen renovieren ließ, spendete sie mehr als hundert Werke auf Papier an das Museum of Fine Arts in Houston (MFAH), darunter Arbeiten von Cézanne, Sargent, Picasso und Klee. Nach dem Tod ihres Bruders Michael 1941 spendete sie auch dessen Sammlung von Frederic Remington an das Museum. Sie besteht aus 53 Ölgemälden, zehn Aquarellen und einer Bronzefigur, ist als die Hogg Brothers Collection bekannt und ist, laut Hoggs Biografin Nelly, „eine der wichtigsten Zusammenstellungen westlicher Gemälde in einem amerikanischen Museum“. Hogg schenkte dem Museum 1944 ihre Sammlung indianischer Kunst, welche aus 168 Töpferarbeiten, 95 Juwelen und 81 Gemälden besteht.
Im Jahr 1960 wurde sie von Präsident Eisenhower in ein Komitee zur Planung des National Cultural Centers berufen, das später zum heutigen Kennedy Center in Washington, D.C. wurde. Ein Jahr später wählte Jacqueline Kennedy sie als eine der achtzehn Personen aus, die als Gutachter für das Weiße Haus historische Möbel auswählen sollen.

### Restaurierungen
Obwohl Hogg nach dem Bau von Bayu Bend wenig Zeit auf der Varner-Plantage verbrachte, kaufte sie weiterhin für die Plantage Kunst und antike Einrichtungsgegenstände. In den 1950ern restaurierte sie die Plantage, wobei jeder Raum ein anderes Thema aus der texanischen Geschichte bekam: Kolonialzeit, die Konföderation, napoleonische Zeit (1818) und der Mexikanisch-Amerikanische Krieg. Ein Raum war ihrem Vater gewidmet und enthielt seinen Schreibtisch und Stuhl sowie seine Sammlung von Spazierstöcken. Sie schenkte das Anwesen dem Staat und es wurde 1958, am 107. Geburtstag von Jim Hogg, als Varner–Hogg Plantation State Historical Site eingeweiht.

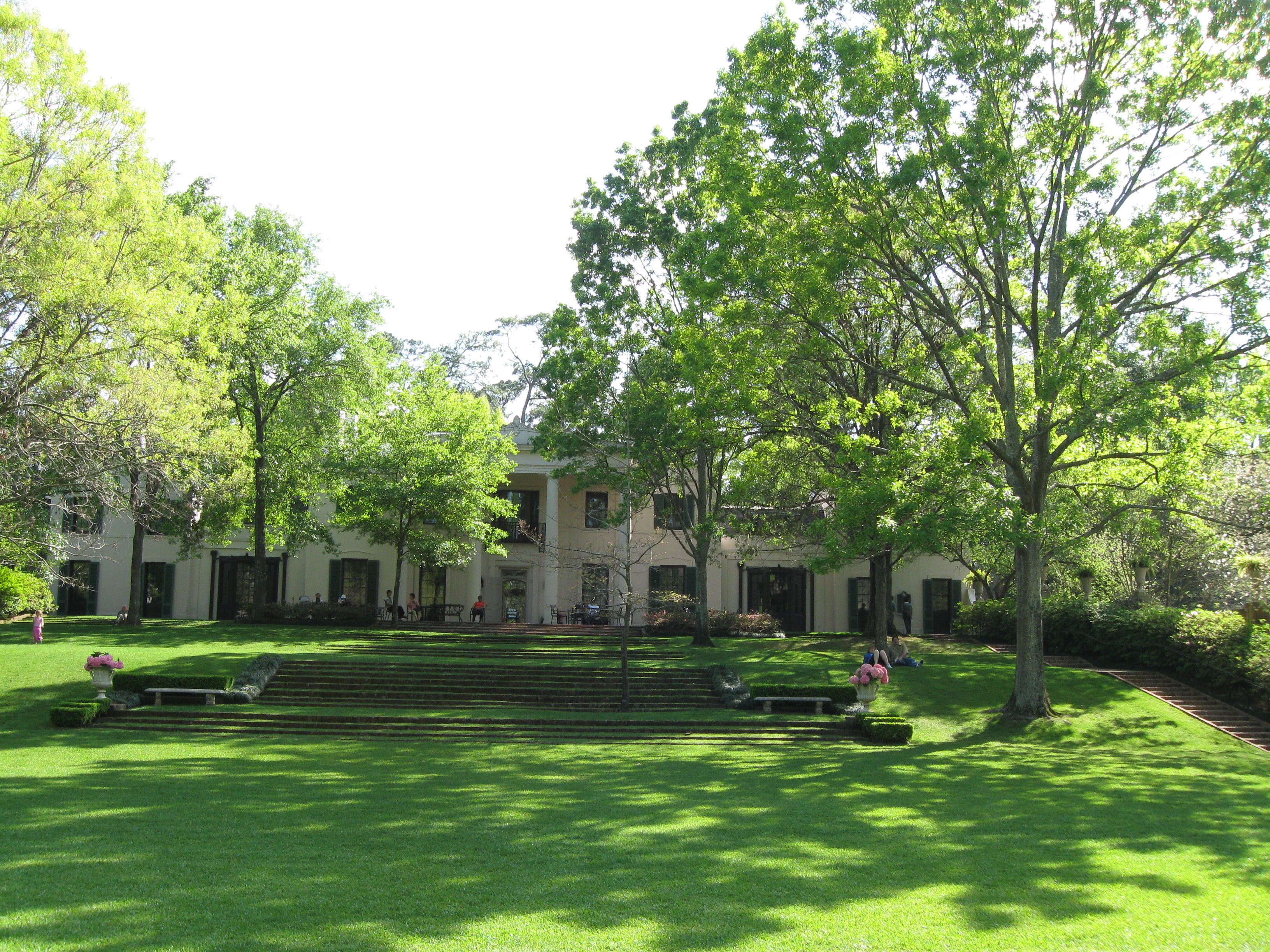
Ima Hogg half mit, die Bayou Bend zu entwerfen, welche jetzt zum Museum of Fine Arts, Houston gehören.

Als die Restaurierungen ins Stocken gerieten, konzentrierte Hogg sich auf Bayou Bend, ihr Haus in Houston, in welchem sich einige Werke ihrer persönlichen Sammlung von Antiquitäten und Kunstwerken befanden. Die New York Times nannte sie 1953 eine „erstklassige Früh-Amerikanische Möbelsammlung“ und sie hatte eine große Sammlung Americana und dekorativer Kunst aus Kolonialmexiko, von denen einige immer noch in dem Haus sind. In den späten 1950ern sagte Hogg: „Ich habe lange amerikanische Möbel gesammelt. Ich sammelte und sammelte und sammelte, bis ich so viele hatte, dass ich nicht wusste, was ich damit machen soll. Ich beschloss, sie dem Museum zu geben.“ Sie arbeitete zusammen mit dem Architekten John Staub an den strukturellen Veränderungen, die ihr Haus in ein Museum verwandeln sollten. Sie entfernte persönliche Gegenstände und solche, die nicht in ihr Konzept passten, aus dem Haus. Nur ihren englischen Esszimmertische ließ sie da, an dem ihr zu viele Erinnerungen hingen, um ihn zu entfernen.
Mehrere Anwohner von River Oaks klagten gegen die Einrichtung eines Museums in Bayou Bend, aber Hogg gewann vor Gericht. Um die Bedenken der Anwohner wegen mehr Verkehr zu verringern, bat Hogg die Stadt Houston um den Bau einer Fußgängerbrücke über Buffalo Bayou, so dass Besucher das Haus erreichen konnten, ohne durch River Oaks fahren zu müssen. Im Herbst 1965 zog sie aus ihrem Haus aus und das MFAH eröffnete das neue Museum 1966 als die MFAH's Bayou Bend Collection and Gardens.
Hogg kauft 1963 ein Anwesen nahe Round Top (Texas), in der Hoffnung, dessen historisches Gebäude nach Bayou Bend bringen zu können. Als dieser Plan sich als undurchführbar erwies, beschloss sie, es vor Ort zu restaurieren und zog vorläufig nach Round Top. Nachdem sie persönlich die Restaurierungen von Winedale Inn, einem Postkutschenhaus nahe Round Top, beaufsichtigt hatte, spendete sie es der University of Texas at Austin. Es ist heute als das Winedale Historical Center bekannt und wird hauptsächlich als Freiluftmuseum und Musikzentrum benutzt. Im Jahre 1969 restaurierte sie auch ihr Elternhaus in Quitman, dem die Stadt später den Namen Ima Hogg Museum gab, und das Haus ihres Großvaters.

## Darstellung and Charakter
David Warren, der erste Verwalter von Bayou Bend, sagte, Hogg war “small and dainty and feminine—and smart and sharp and knowledgeable—all rolled into one”.
Ihre Biografin Bernhard beschrieb sie als „elegant und stilvoll gekleidet“, 5 Fuß 2 Zoll (157 cm) groß und ordentlichem Aussehen, „unabhängig und selbstbeherrscht“ und bemerkte, sie könnte „ihre Zielstrebigkeit mit Schichten von Charme beschönigen“.
Als sie eines Morgens im Jahr 1914 von einem Einbrecher geweckt wurde, trat sie dem Mann, der versuchte ihre Juwelen zu stehlen, gegenüber. Sie überzeugte ihn davon, ihr die Juwelen zurückzugeben und „schrieb ihm daraufhin einen Zettel mit einem Namen und einer Adresse, wo er noch am selben Tag einen Job bekommen könnte“. Auf die Nachfrage, warum sie das getan hatte, sagte Hogg „Er sah nicht wie ein schlechter Mensch aus.“ Später im selben Jahr segelte sie alleine nach Deutschland. Während sie unterwegs war, wurde Franz Ferdinand von Österreich-Este ermordet und am Tag vor ihrer Ankunft erklärte England Deutschland den Krieg. Die Vereinigten Staaten waren allerdings noch neutral, so dass Hogg ihre Reise durch Europa für mehrere Monate fortsetzte.
Obwohl Bernhard Hogg als eine Frau mit „zuverlässiger Höflichkeit“ beschreibt, behauptet die Biografin, die Philanthropin habe auch Gegner gehabt. Zum Beispiel wurde sie bei einem Konzert der Houston Symphony anlässlich Hoggs 90. Geburtstages von dem Pianisten Arthur Rubinstein als „lästige alte Frau“ bezeichnet. Hogg ihrerseits betrachtete den Musiker als „einen aufgeblasenen alten Mann“. Im Gegensatz dazu sagte sie über Vladimir Horowitz, den sie anlässlich eines Konzert 1975 in Houston traf, „Solch ein netter Mann. Nicht annähernd wie dieser Mr. Rubinstein.“
Hogg war eine großzügige Wohltäterin und glaubte, dass „geerbtes Geld eine öffentliche Stiftung“ sei. Die University of Houston beschrieb sie als „von Natur aus barmherzig“, „fortschrittlich in ihrer Anschauung“, „besorgt um das Wohl aller Texaner“, eine „begeisterte Verfechterin des psychiatrischen Gesundheitswesens“ und „der öffentlichen Bildung verpflichtet“. Hogg war ihr Leben lang Mitglied der Demokraten.

## Tod
Hogg starb am 19. August 1975, im Alter von 93 Jahren, an einem durch ein Atherom ausgelösten Herzinfarkt. Sie verbrachte zu der Zeit ihren Urlaub in London. Anlässlich ihres Todes setzte die University of Texas die Fahne auf halbmast und wies zwei Tage Trauer aus.
Hogg wurde auf dem Oakwood Cemetery in Austin neben ihrer Familie beigesetzt. Ihre Arbeit wird von der von ihr im Jahr 1964 gegründeten Ima Hogg-Stiftung fortgeführt, die die Hauptbegünstigte aus ihrem Testaments war.
Hogg hat niemals geheiratet; laut ihrer Biografin Bernhard sagte sie einem Freund, „sie habe über 30 Heiratsanträge bekommen, aber hätte keinen davon angenommen“.

## Auszeichnungen und Vermächtnis

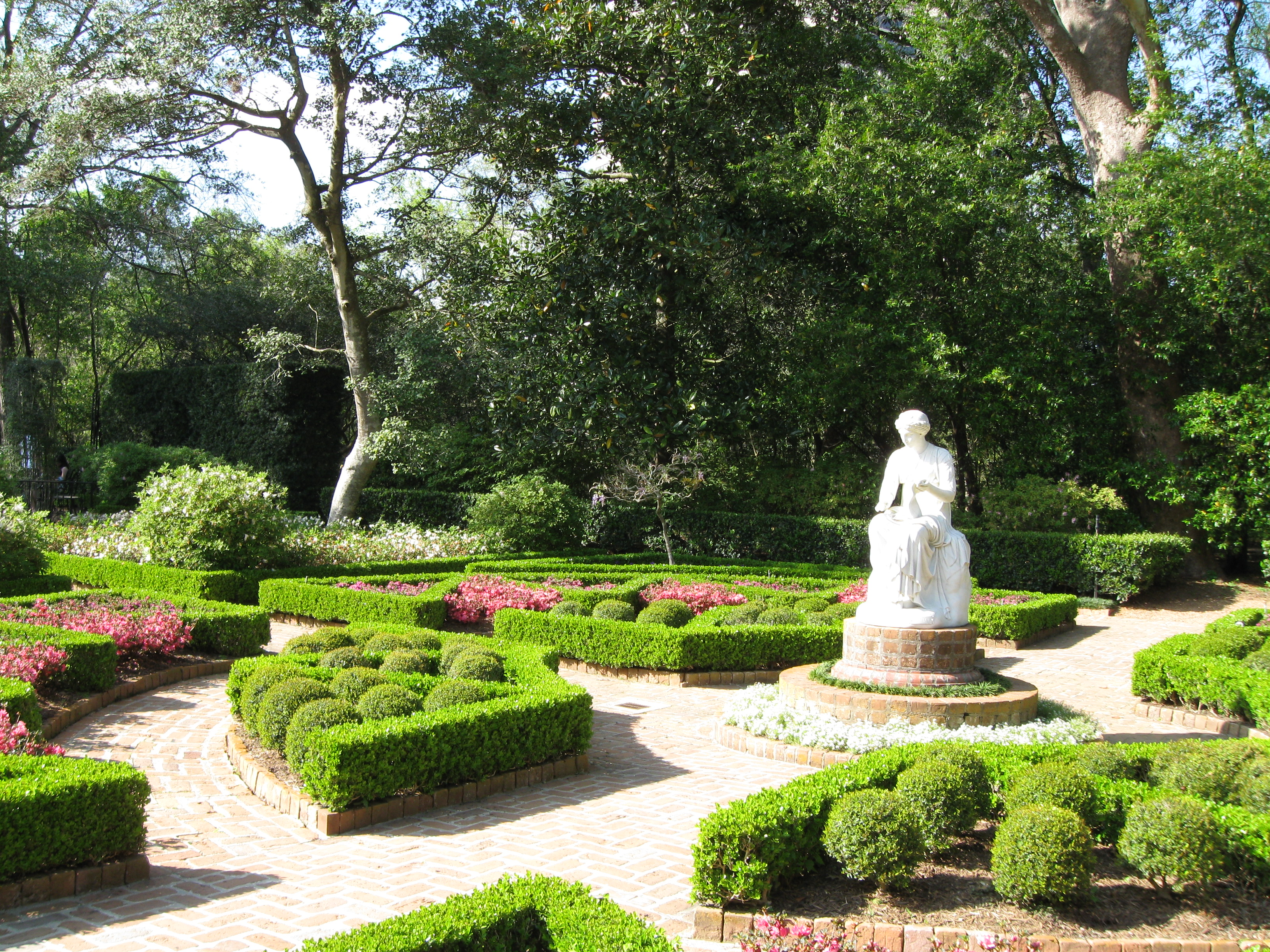
Blick auf die Gärten in Bayou Bend

Hogg erhielt zahlreiche Auszeichnungen für ihre gesellschaftlichen Beiträge. Der Garden Club of America ehrte sie 1959 mit dem Amy Angell Colliers Montague Model for Civic Achievement. 1966 wurde sie von dem National Trust for Historic Preservation ausgezeichnet. Außerdem erhielt sie den Louise du Pont Crowninshield-Preis – die höchste Auszeichnung, die von dem National Trust for Historic Preservation vergeben wird.

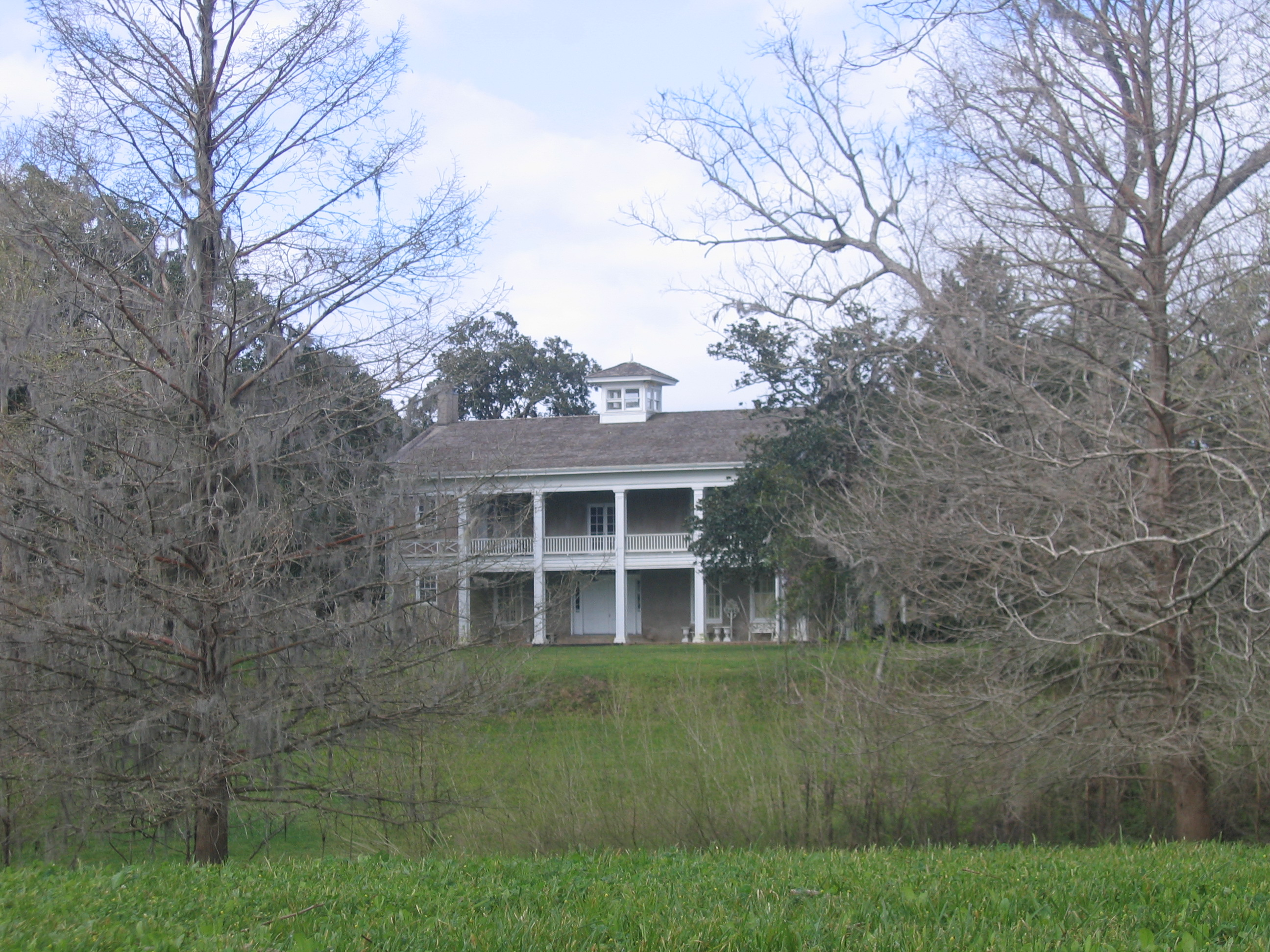
Hogg restaurierte den Originaleingang der Varner–Hogg Plantation State Historical Site, welcher 1832 gebaut wurde

Im Jahr 1968 erhielt Hogg für ihre Beiträge zum Hochschulwesen den Santa Rita Award, die höchste und erstmals verliehene Auszeichnung des University of Texas Systems. Sie bekam 1971 die Ehrendoktorwürde in Kunst von der Southwestern University und war 1969 die dritte Frau (nach Lady Bird Johnson und Oveta Culp Hobby), die Mitglied der Academy of Texas wurde. Außerdem wurde sie die erste weibliche Präsidentin in der 110-jährigen Geschichte der Philosophical Society of Texas.
Ihre Restaurierungsarbeiten wurden von vielen Organisationen anerkannt. Die American Society of Interior Designers nahm sie 1965 in ihre Ehrenliste auf und überreichte ihr 1972 für ihre Beiträge zum kulturellen Erbe den Thomas Jefferson Award. Die Houston Symphony richtete in ihrem Namen ein Stipendium ein und ehrte sie zu ihrem 90. Geburtstag mit einem Konzert. Das Center for American History an der University of Texas at Austin vergibt einen jährlichen Ima Hogg Award für bedeutende Leistungen bei der Erforschung der Geschichte der Vereinigten Staaten und deren Weitergabe an folgende Generationen.
Als der ehemalige texanische Gouverneur Allan Shivers 1963 Hogg den Distinguished Alumnus Award der University of Texas Ex-Students Association überreichte, sagte er über „Miss Ima“:

“Some persons create history.
Some record it.
Others restore and conserve it.
 She has done all three.”